# 탁준석
탁준석(卓俊錫, 1978년 3월 24일 ~ )는 대한민국의 전 축구 선수이며 포지션은 윙포워드였다.